# Lindernia procumbens
La vandellia palustre (Lindernia procumbens (Krock.) Philcox, 1965) è una pianta spontanea dai piccoli fiori della famiglia Linderniaceae.
Il nome comune italiano della pianta, catalogata in passato nel genere Vandellia, fu dato per riconoscimento dell'opera dello scienziato naturalista Domenico Agostino Vandelli che per primo ne diede pubblica ed accademica catalogazione scientifica.

## Etimologia
Il nome generico (Lindernia) è stato dato in onore del botanico tedesco Franz Balthasar von Lindern (1682-1755); quello specifico (procumbens) fa riferimento agli steli prostrati, distesi a terra o procombenti di questa pianta.
Il nome scientifico della specie è stato definito inizialmente dal botanico slesiano-boemo Anton Johann Krocker (1744-1823), perfezionato successivamente dal botanico contemporaneo David Philcox (1926-2003) nella pubblicazione "Taxon; Official News Bulletin of the International Society for Plant Taxonomy. Utrecht - 14(1): 30. 1965" del 1965.

## Descrizione
Queste piante arrivano ad una altezza massima di 5 – 20 cm. La forma biologica è terofita scaposa (T scap), ossia in generale sono piante erbacee che differiscono dalle altre forme biologiche poiché, essendo annuali, superano la stagione avversa sotto forma di seme e sono munite di asse fiorale eretto e spesso privo di foglie.

### Radici
Le radici sono snelle e sottili.

### Fusto
La parte aerea del fusto è prostrata e ascendente. La ramosità in genere è nella parte inferiore del fusto. Il fusto nelle maggioranza delle specie ha una sezione quadrangolare a causa della presenza di fasci di collenchima posti nei quattro vertici.

### Foglie
Le foglie si dividono in basali e cauline. Quelle basali sono raccolte in una rosetta ed hanno delle lamine intere (non lobate) ellittico-spatolate. Quelle cauline sono sessili e disposte in modo opposto (a 2 a 2 e ogni verticillo è ruotato di 90° rispetto a quello sottostante); le lamine hanno delle forme da ellittiche a più o meno lanceolate, i bordi sono interi e l'apice è ottuso o arrotondato. La superficie è glabra, a parte sui bordi e sulle nervature (3 - 5 venature parallele dalla base a disposizione longitudinale) per brevi setole ghiandolari. Dimensione delle foglie cauline: larghezza 3 – 12 mm; lunghezza 7 – 25 mm. 

### Infiorescenza
Le infiorescenze sono formate da verticilli ascellari sovrapposti di fiori solitari (1 o 2) lungamente peduncolati (i peduncoli sono più lunghi delle foglie ascellanti) e cleistogami. Ogni verticillo poggia su due grandi brattee fogliose (o semplicemente delle foglie) lievemente staccate dall'infiorescenza vera e propria. Le brattee del verticillo seguente sono disposte in modo alternato. Le bratteole sono assenti. Lunghezza del peduncolo: 5 – 15 mm.

### Fiore
I fiori sono ermafroditi e tetrameri (4-ciclici), ossia con quattro verticilli (calice – corolla - androceo – gineceo) e pentameri (5-meri: la corolla e il calice sono a 5 parti).
- Formula fiorale:[12]

X, K (4-5), [C (2+3), A 2+2] G (2), (supero), capsula
- Calice: il calice, gamosepalo e più o meno attinomorfo, è normalmente formato da 5 profonde lacinie lineari uguali. Il tubo del calice, a forma da tubolare a campanulata, presenta alcune venature superficiali pubescenti. Lunghezza delle lacinie: 3 – 4 mm.
- Corolla: la corolla, subgamopetala e più o meno zigomorfa, ha la forma di un tubo cilindrico allungato, terminante con due labbra formate da 5 lobi (2 lobi appena visibili per il labbro superiore e 3 lobi più evidenti per quello inferiore). All'interno della gola sono presenti dei peli ghiandolari (caratteristica comune a molte "labiate" che ha lo scopo di impedire l'accesso ad insetti più piccoli e non adatti all'impollinazione[13]). I colori variano dal bianco al rosa. Lunghezza della corolla: 2 – 4 mm.
- Androceo: l'androceo possiede quattro stami didinami, tutti fertili, adnati e inclusi nella corolla. Un paio di filamenti (quelli abassiali) possono essere genicolati (ginocchiati a forma di "Z"). Le antere sono toccanti a 2 a 2 e con due teche sporgenti e mucronate oppure con una sola teca. A volte il tessuto connettivo nella parte bassa della teca forma uno sperone. La deiscenza è longitudinale. I granuli pollinici sono 3-5-colpati.
- Gineceo: l'ovario è globoso oppure a forma deltata-ovoide ed è supero bicarpellare (formato da due carpelli. I loculi sono 2 e internamente possono essere pelosi. Lo stilo è unico con stigma sessile o irregolarmente bilobato. Lo stigma è sensibile. Lunghezza dello stilo: 1 - 1,5 mm.
- Fioritura: da giugno a settembre.

### Frutti
Il frutto è una capsula ellissoide setticida o tipo porocida. I semi (piccoli e numerosi) non hanno l'endospema; la forma è leggermente poligonale o ondulata in sezione trasversale e la superficie è più o meno liscia o solo appena solcata. Dimensione della capsula: 3 – 5 mm.

## Biologia
Le specie di questo raggruppamento si riproducono per limpollinazione tramite insetti (impollinazione entomogama).
La dispersione dei semi avviene inizialmente a causa del vento (dispersione anemocora); una volta caduti a terra sono dispersi soprattutto da insetti tipo formiche (mirmecoria).

## Distribuzione e habitat

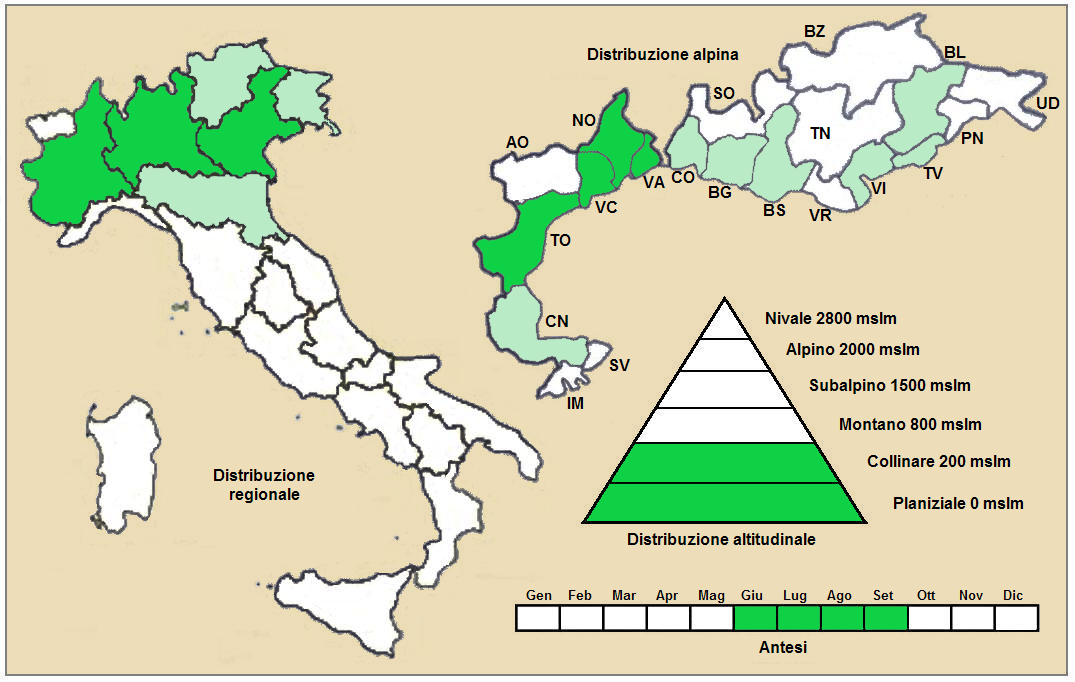
Distribuzione della pianta
(Distribuzione regionale – Distribuzione alpina)

- Geoelemento: il tipo corologico (area di origine) è Eurasiatico.
- Distribuzione: in Italia è una specie rara (quasi scomparsa) e si trova solamente al Nord. Nelle Alpi si trova a occidente nella parte italiana e a oriente oltre confine. Sugli altri rilievi europei collegati alle Alpi si trova nella Foresta Nera, Massiccio del Giura, Massiccio Centrale, Pirenei, Monti Balcani e Carpazi.[15] Fuori dell'Europa si trova in Anatolia[16] e in Asia (Cina, Taiwan, Afghanistan, India, Indonesia, Giappone, Nepal, Pakistan e Vietnam).[11]
- Habitat: l'habitat tipico per questa pianta sono le zone fangose, i suoli umidi, le paludi e gli arginelli. Il substrato preferito è calcareo ma anche siliceo con pH neutro, alti valori nutrizionali del terreno che deve essere bagnato.
- Distribuzione altitudinale: sui rilievi queste piante si possono trovare fino a 300 m s.l.m. (fino a 1.200 m s.l.m. in Asia[11]); frequentano quindi i seguenti piani vegetazionali: collinare e quello planiziale – a livello del mare.

### Fitosociologia
Dal punto di vista fitosociologico alpino Lindernia procumbens appartiene alla seguente comunità vegetale:
- Formazione: delle comunità terofitiche pioniere nitrofile.
  - Classe: Isoeto-Nanojuncetea
    - Ordine: Nanocyperetalia flavescentis
      - Alleanza: Nanocyperion flavescentis

## Tassonomia
La posizione tassonomica della famiglia di appartenenza di questa specie (Linderniaceae) è stata a lungo ambigua. Tradizionalmente la Lindernia procumbens veniva descritta all'interno della famiglia Scrophulariaceae. Più recentemente è stata posizionata nella tribù Lindernieae Richb. (inclusa nella famiglia Veronicaceae, sottofamiglia Gratioloideae (Benth.) Luerss.) nell'ordine delle Scrophulariales (secondo il "Sistema Cronquist"). Più recentemente ancora è stata descritta nella famiglia Plantaginaceae. Attualmente con i nuovi sistemi di classificazione filogenetica (classificazione APG), con le analisi del DNA, tutte le specie del genere Lindernia sono state descritte nella nuova famiglia (Linderniaceae) e assegnata all'ordine delle Lamiales, cambiando anche i livelli tassonomici superiori.
Il numero cromosomico di L. procumbens è: 2n = 30.
Il basionimo per questa specie è: Anagalloides procumbens Krock., 1790
In altre checklist questa specie è denominata diversamente: Lindernia palustris Hartmann.